# Webkinz

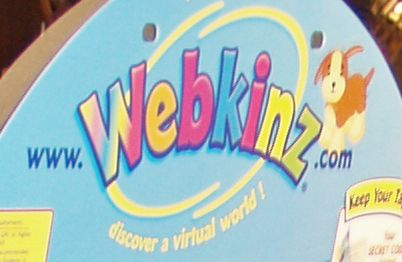
le logo Webkinz

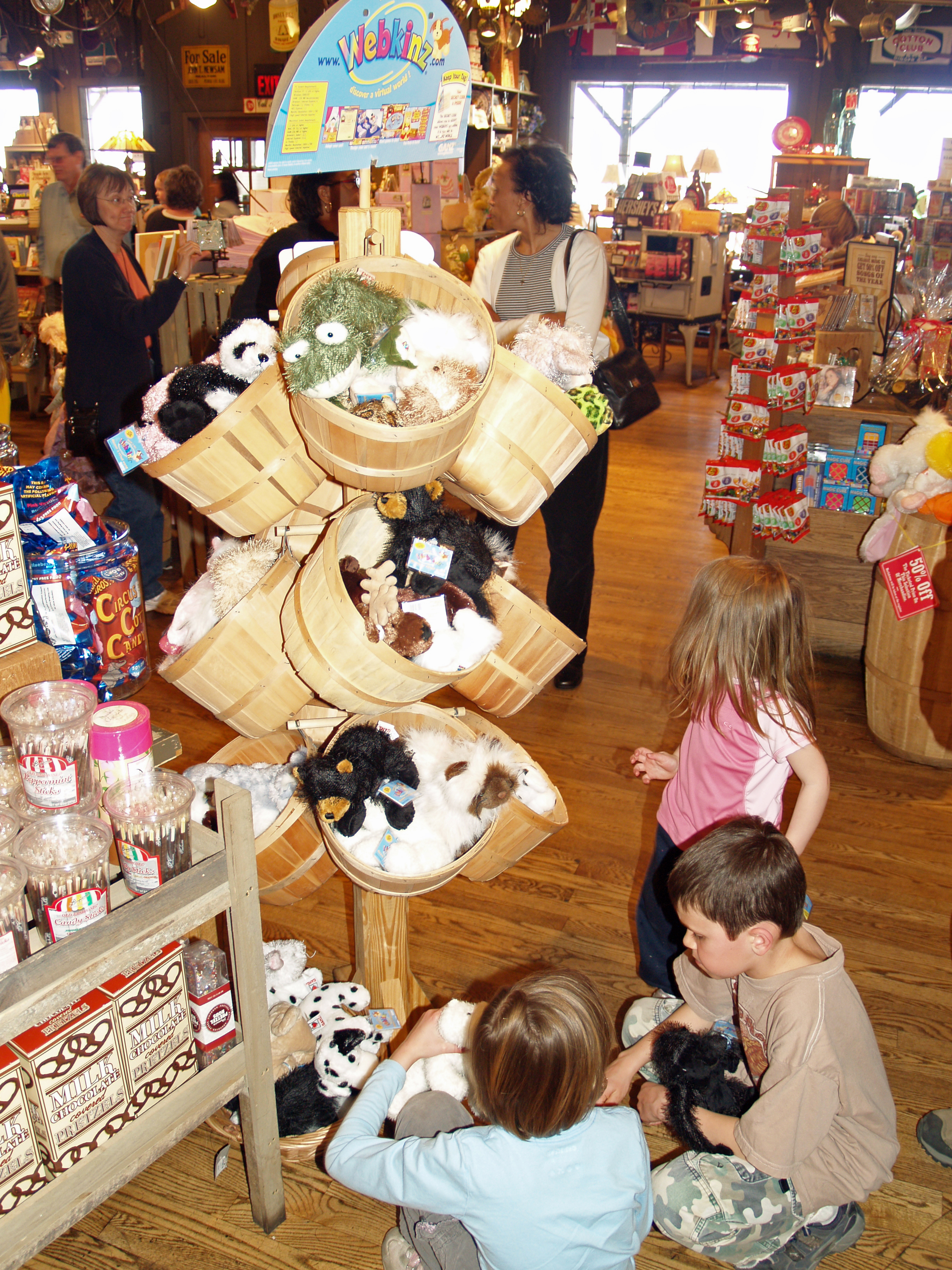
enfants devant des paniers remplis de webkinz dans un magasin

Les Webkinz sont des animaux en peluche mis sur le marché par la société Ganz en 2005. Ces jouets sont normaux en eux-mêmes, mais ils sont livrés avec un code spécial sur leurs étiquettes qui permet l'accès à un « monde Webkinz », c'est-à-dire à un site où une version virtuelle de l'animal permet des interactions. Il en existe aussi une version plus petite et moins coûteuse, appelée Lil 'Kinz. 

## Fonctionnement du jeu virtuel
Chaque animal en peluche Webkinz et chaque accessoire Webkinz est livré avec un code de 8 caractères. En inscrivant ce code sur le site Webkinz, on adopte l'animal dans le monde virtuel Webkinz, une aire de jeux en ligne avec sa propre économie. L'utilisateur reçoit de l'argent virtuel (appelé KinzCash) en adoptant de nouveaux animaux de compagnie, en jouant à des jeux en ligne, en répondant à des questions de connaissances générales, ou grâce à des activités quotidiennes variées. Chaque jour, il y a un Jeu de la Journée, qui offre des bonus KinzCash. Des  primes sont disponibles à chaque heure, toute la journée le week-end et seulement l'après-midi les jours de semaine. 
Les utilisateurs peuvent dépenser leurs KinzCash à ce que l'on appelle le W-Shop, contre de la nourriture et des vêtements pour leurs animaux de compagnie, des articles pour les animaux de compagnie de leur chambre ou créer d'autres chambres dans leur maison, ou à l'extérieur des zones, etc. Les utilisateurs peuvent décorer la chambre de leur animal de compagnie avec des décorations à thèmes pré-conçues, ou mélanger et assortir leurs propres meubles. 
Le monde en ligne contient également des éléments exclusifs supplémentaires. Certains de ces éléments nécessitent le développement d'une amitié avec le propriétaire Curio Shop à l'achat. Il est aussi possible d'acheter d'autres accessoires Webkinz dans le monde réel. Chaque type d'animal de compagnie a une nourriture disponible exclusivement pour eux. Un « animal de compagnie du mois » est annoncé au début de chaque mois. Si une personne enregistre les animaux de compagnie annoncés au cours de ce mois, elle reçoit d'autres articles exclusifs. 
Le monde Webkinz inclut aussi de nombreux articles à collectionner. Par exemple, les recettes sont disponibles pour les joueurs grâce des livres de cuisine, il est possible d'acheter une ou plusieurs émissions de télévision intitulées « Le Secret de cuisine ». Des pierres précieuses peuvent être trouvées une fois par jour au Curio Shop, un ensemble complet de pierres précieuses constituant la "Couronne Webkinz of Wonder". On peut aussi aller rendre visite au Dr Quack pour un "check up de santé Webkinz". 
Parmi les caractéristiques supplémentaires de Webkinz, on peut citer:
- la possibilité pour les joueurs de créer leur propre montre avec le studio Webkinz Studio, et d'être choisi pour figurer sur la télévision Webkinz ;
- l'achat d'une piscine, où le Webkinz peut nager et augmenter ainsi sa santé ;
- l'envoi de lettres ou de cadeaux à des amis sur un réseau, l'invitation d'un ami à la maison virtuelle d'un utilisateur ;
- le jeu Wacky Bingoz, une forme de Bingo incluant des jeux de ballon.

## W-Plus & cartes à jouer
Mis à part les Webkinz et les Lil 'Kinz, Ganz a également fabriqué d'autres jouets qui peuvent être utilisés sur le monde Webkinz. Ceux-ci sont appelés les articles W-Plus, et sont fournis avec un code secret qui peut être utilisé dans le monde Webkinz. Ces codes déverrouillent de nouveaux thèmes pour les chambres ou les vêtements des animaux de compagnie, du kinzcash, et d'autres prix. Parmi les articles W-Plus, on peut mentionner par exemple des tapis de souris, des fournitures scolaires, des transporteurs pour animaux de compagnie, des figurines, etc.
Deux séries de cartes ont été également mises en vente, les Webkinz Trading Cards. Les cartes sont vendues en paquets, avec 5 cartes à jouer et une carte de codes dans chaque pack. Préciser que le jouet est Made in china.